# U 99 (U-Boot, 1940)
U 99 war ein deutsches U-Boot vom Typ VII B, das im Zweiten Weltkrieg von der Kriegsmarine eingesetzt wurde. Bei seinen acht Feindfahrten versenkte es 38 Schiffe mit knapp einer Viertelmillion BRT, womit es nach U 48 als eines der erfolgreichsten Boote des Zweiten Weltkrieges gilt. Mindestens 600 Menschen starben bei den Angriffen. Am 17. März 1941 wurde das durch zwei britische Zerstörer schwer beschädigte U-Boot im Nordatlantik selbstversenkt. Von den 43 Besatzungsmitgliedern starben drei, während 40 überlebten und in britische Kriegsgefangenschaft gerieten.

## Geschichte
Der Auftrag für das Boot wurde am 15. Dezember 1937 an die Germaniawerft in Kiel vergeben. Die Kiellegung erfolgte am 31. März 1939 und der Stapellauf am 12. März 1940. Am 18. April 1940 wurde U 99 in Dienst gestellt. Erster und einziger Kommandant war Kapitänleutnant Otto Kretschmer.
Das Boot gehörte bis zum 30. Juni 1940 als Ausbildungsboot zur 7. U-Flottille in Kiel. Ab dem 1. Juli 1940 war es bis zu seiner Versenkung am 17. März 1941 als Frontboot bei der 7. U-Flottille in St. Nazaire. Als Wappen hatte es an jeder Turmseite ein nach unten geöffnetes Hufeisen.
U 99 unternahm während seiner Dienstzeit acht Feindfahrten, auf denen es 38 Schiffe mit insgesamt 244.749 BRT versenken sowie fünf Schiffe mit 37.965 BRT beschädigen konnte. Ein weiteres Schiff mit 2.136 BRT wurde als Prise aufgebracht. Damit gehörte U 99 zu den erfolgreichsten U-Booten des Zweiten Weltkrieges. Allerdings wurden sämtliche Erfolge von U 99 in der so genannten „Glücklichen Zeit“ des U-Boot-Krieges erzielt, als die alliierten Abwehrmaßnahmen noch nicht vollständig entwickelt waren.
Der Kommandant, Otto Kretschmer, wurde für diese Erfolge zum Korvettenkapitän befördert und mit dem Ritterkreuz des Eisernen Kreuzes mit Eichenlaub und Schwertern ausgezeichnet.

## Einsatzstatistik

### Erste Feindfahrt
Das Boot lief am 18. Juni 1940 um 17.30 Uhr von Kiel aus und lief am 25. Juni 1940 um 5.20 Uhr in Wilhelmshaven ein. Auf dieser sieben Tage dauernden und zirka 750 sm über und 130 sm unter Wasser langen Unternehmung in die Nordsee, dem Kattegat und dem Skagerrak, wurden keine Schiffe versenkt oder beschädigt.

### Zweite Feindfahrt
Das Boot lief am 27. Juni 1940 um 8.30 Uhr von Wilhelmshaven aus und lief am 21. Juli 1940 um 9.08 Uhr in Lorient ein. Auf dieser 24 Tage dauernden und zirka 3.900 sm über und 159 sm unter Wasser langen Unternehmung in den Nordatlantik, der Biscaya und südlich sowie südwestlich von Irland, wurden sechs Schiffe mit 20.583 BRT versenkt und eine Prise mit 2.136 BRT eingebracht.
- 5. Juli 1940: Versenkung des kanadischen Dampfers Magog (Lage) mit 2.053 BRT. Der Dampfer wurde durch einen Torpedo und Artillerie versenkt. Er hatte 512 t Holz geladen und war auf dem Weg von Halifax nach Preston und war ein Nachzügler des Konvois HX-52 mit 29 Schiffen. Es gab keine Verluste, 23 Überlebende.
- 8. Juli 1940: Versenkung des britischen Dampfers Sea Glory mit 1.964 BRT. Der Dampfer wurde durch zwei Torpedos versenkt. Er hatte Kaolin geladen und war auf dem Weg von Fowey nach Philadelphia. Alle 29 Besatzungsmitglieder starben.
- 7. Juli 1940: Versenkung des schwedischen Dampfers Bissen (Lage) mit 1.514 BRT. Der Dampfer wurde durch einen Torpedo versenkt. Er hatte Grubenholz und Papierbrei geladen und befand sich auf dem Weg von Saint John nach Ridham. Es gab keine Verluste.
- 8. Juli 1940: Versenkung des britischen Dampfers Humber Arm (Lage) mit 5.758 BRT. Der Dampfer wurde durch einen Torpedo versenkt. Er hatte 1.000 t Stahl, 5.450 t Zeitungspapier, 300 t Holz sowie 450 t Papierbrei geladen und war auf dem Weg von Corner Brook über Halifax nach Ellesmere Port. Das Schiff gehörte zum Konvoi HX-53 mit 44 Schiffen. Es gab keine Verluste, 43 Überlebende.
- 12. Juli 1940: Versenkung des griechischen Dampfers Ia (Lage) mit 4.860 BRT. Der Dampfer wurde durch zwei Torpedos versenkt. Er hatte 6.666 t Weizen sowie 750 Säcke Kleie geladen und befand sich auf dem Weg von Rosario nach Cork. Es gab drei Tote und 27 Überlebende.
- 12. Juli 1940: Einbringung der estnischen Prise Merisaar mit 2.136 BRT. Das Schiff war auf dem Weg von New Orleans zum River Clyde.

Ein bemerkenswertes Ereignis, während der zweiten Fahrt des Bootes, war die Kaperung des estnischen Frachtschiffes Merisaar, welches Kretschmer zunächst nach Prisenrecht versenken wollte. Als zwei Torpedos versagten oder fehlgingen, befahl Kretschmer der Besatzung des Frachters, zurück an Bord zu gehen und den besetzten Hafen von Bordeaux anzulaufen. Unglücklicherweise wurde die Merisaar unterwegs von einem deutschen Flugzeug versenkt.
- 18. Juli 1940: Versenkung des britischen Dampfers Woodbury (Lage) mit 4.434 BRT. Der Dampfer wurde durch einen Torpedo versenkt. Er hatte 3.000 t Dosenfleisch, 2.500 t Weizen sowie 2.500 t Stückgut geladen und war auf dem Weg von Uriburu in Argentinien nach Manchester. Es gab keine Verluste, 35 Überlebende.

### Dritte Feindfahrt
Das Boot lief am 25. Juli 1940 um 20.00 Uhr von Lorient aus, und am 5. August 1940 um 9.24 Uhr wieder dort ein. Auf dieser elftägigen und zirka 2.000 sm über und 93 sm unter Wasser langen Unternehmung in den Nordatlantik, dem Nordkanal und westlich von Irland, wurden vier Schiffe mit 32.345 BRT versenkt und drei Schiffe mit 25.545 BRT beschädigt.
- 28. Juli 1940: Versenkung des britischen Motorschiffes Auckland Star (Lage) mit 13.212 BRT. Das Schiff wurde durch drei Torpedos versenkt. Es hatte 10.700 t Stückgut inklusive Stahl, Kühlwaren, Weizen, Felle sowie Blei geladen und war auf dem Weg von Townsville über Panama nach Liverpool. Es gab keine Verluste, 74 Überlebende.
- 29. Juli 1940: Versenkung des britischen Dampfers Clan Menzies (Lage) mit 7.336 BRT. Der Dampfer wurde durch einen Torpedo versenkt. Er hatte 1.400 t Zinn, 2.000 t Trockenobst sowie 4.000 t Getreide geladen und befand sich auf dem Weg von Sydney und Melbourne über Panama nach Liverpool. Es gab sechs Tote und 88 Überlebende.
- 31. Juli 1940: Versenkung des britischen Dampfers Jamaica Progress (Lage) mit 5.475 BRT. Der Dampfer wurde durch zwei Torpedos versenkt. Er hatte 2.100 t Bananen, 5 t Kokosnüsse, 74 Kisten Zitrusfrüchte sowie vier Passagiere an Bord und war auf dem Weg von Kingston nach Avonmouth. Es gab sieben Tote und 42 Überlebende.
- 31. Juli 1940: Versenkung des britischen Dampfers Jersey City (Lage) mit 6.322 BRT. Der Dampfer wurde durch einen Torpedo versenkt. Er fuhr in Ballast und war auf dem Weg von Newport nach Baltimore. Das Schiff gehörte zum Konvoi OB-191 mit 29 Schiffen. Es gab zwei Tote und 43 Überlebende.
- 2. August 1940: Beschädigung des norwegischen Tankers Strinda mit 10.973 BRT. Der Tanker wurde durch einen Torpedo beschädigt. Er fuhr in Ballast und war auf dem Weg von Glasgow nach Südafrika. Er lief am 7. August 1940 in Greenock ein. Das Schiff gehörte zum Konvoi OB-191.

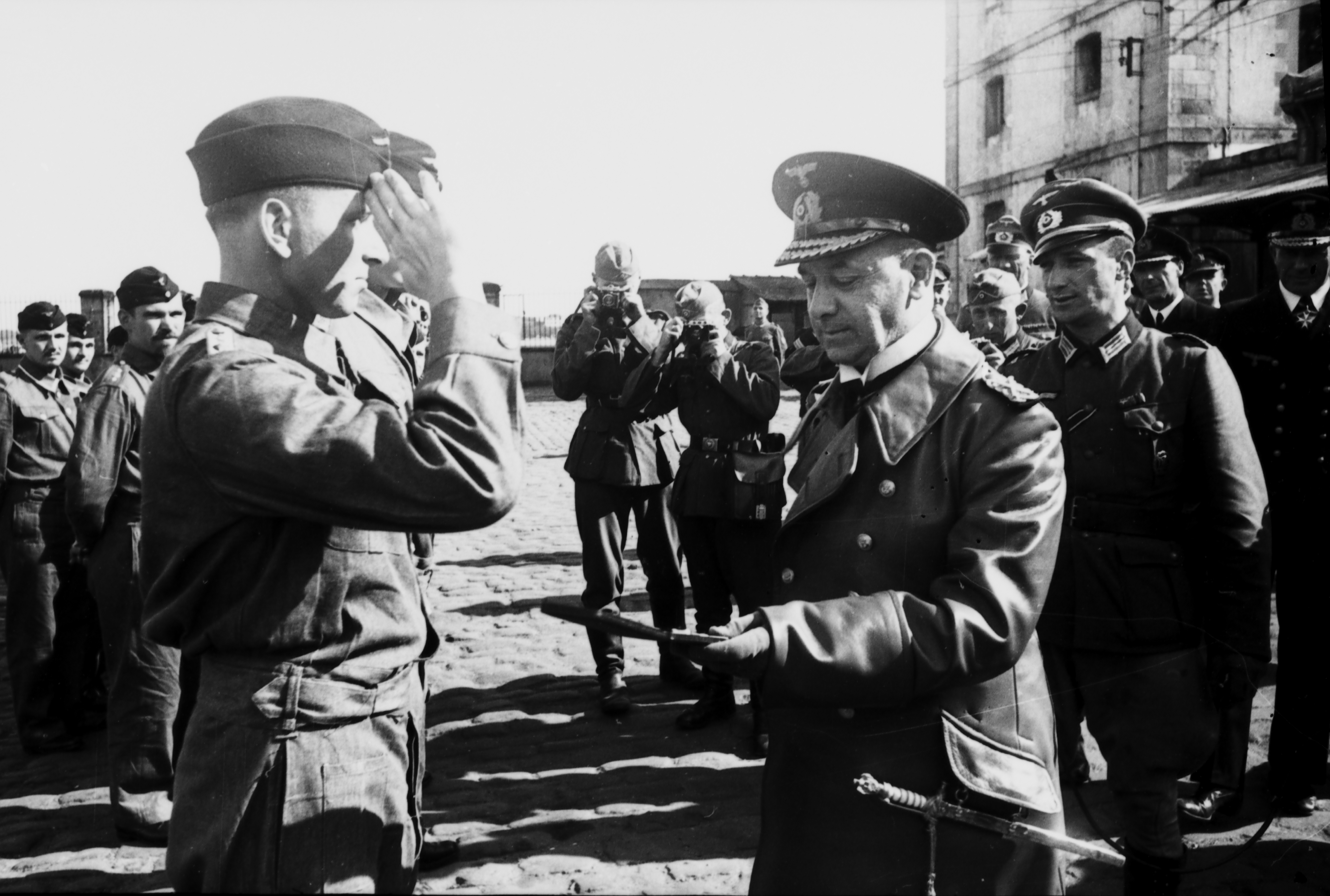
Großadmiral Raeder bei der Verleihung von Auszeichnungen an die Besatzung von U 99 (August 1940)

- 2. August 1940: Beschädigung des britischen Tankers Lucerna mit 6.556 BRT. Der Tanker wurde durch einen Torpedo beschädigt. Er fuhr in Ballast und war auf dem Weg von Swansea nach Abadan. Er lief am 4. August 1940 in Greenock ein. Das Schiff gehörte zum Konvoi OB-191.
- 2. August 1940: Beschädigung des britischen Tankers Alexia mit 8.016 BRT. Der Tanker wurde durch einen Torpedo beschädigt. Er fuhr in Ballast und war auf dem Weg von Liverpool nach Curaçao. Das Schiff gehörte zum Konvoi OB-191.

### Vierte Feindfahrt
Das Boot lief am 4. September 1940 um 9.00 Uhr von Lorient aus und lief am 25. September 1940 um 10.09 Uhr wieder dort ein. U 99 hatte auf dieser Fahrt den italienischen U-Boot-Kommandanten Primo Longobardo zum Taktikstudium an Bord. Auf dieser 22 Tage dauernden und zirka 3.600 sm über und 137 sm unter Wasser langen Unternehmung in den Nordatlantik, der Biscaya, dem Nordkanal und westlich von Irland, wurden sieben Schiffe mit 25.925 BRT versenkt.
- 11. September 1940: Versenkung des britischen Dampfers Albionic mit 2.468 BRT. Das Schiff wurde durch einen Torpedo versenkt. Es hatte 3.500 t Eisenerz geladen und befand sich auf dem Weg von Wabana nach Liverpool. Es war ein Totalverlust mit 25 Toten.
- 16. September 1940: Versenkung des kanadischen Dampfers Kernordoc mit 1.780 BRT. Der Dampfer wurde durch Artillerie versenkt. Er hatte 2.000 t Bauholz geladen und befand sich auf dem Weg von Québec über Sydney (Nova Scotia) nach Bristol. Das Schiff war ein Nachzügler des Konvois SC-3 mit 47 Schiffen.
- 16. September 1940: Versenkung des norwegischen Dampfers Lotos mit 1.327 BRT. Der Dampfer wurde durch einen Torpedo versenkt. Er hatte 500 Klafter Bauholz geladen und befand sich auf dem Weg von Dalhousie (Chamba Distrikt) nach Belfast. Es gab acht Überlebende.
- 17. September 1940: Versenkung des britischen Dampfers Crown Arun (Lage) mit 2.372 BRT. Der Dampfer wurde durch einen Torpedo und 102 Schuss Artillerie versenkt. Er hatte 2.800 t Grubenholz geladen und befand sich auf dem Weg von Gaspé über Halifax (Nova Scotia) nach Hull. Das Schiff war ein Nachzügler des Konvois HX-71 mit 34 Schiffen. Es gab keine Verluste, 25 Überlebende.
- 21. September 1940: Versenkung des britischen Dampfers Baron Blythswood mit 3.668 BRT. Der Dampfer wurde durch einen Torpedo versenkt. Er hatte 5.450 t Eisenerz geladen und befand sich auf dem Weg von Wabana (Conception Bay) über Halifax (Nova Scotia) nach Port Talbot. Das Schiff gehörte zum Konvoi HX-72 mit 47 Schiffen. Es gab 35 Tote und einen Überlebenden.
- 21. September 1940: Versenkung des britischen Tankers Invershannon (Lage) mit 9.154 BRT. Der Tanker wurde durch zwei Torpedos versenkt. Er hatte 13.241 t Treibstoff geladen und befand sich auf dem Weg von Curaçao nach Scapa Flow. Das Schiff gehörte zum Konvoi HX-72 mit 47 Schiffen. Es gab 16 Tote und 31 Überlebende.
- 21. September 1940: Versenkung des britischen Dampfers Elmbank (Lage) mit 5.156 BRT. Der Dampfer wurde durch zwei Torpedos versenkt. Er hatte Holz und Metalle geladen und war auf dem Weg von Cowichan (British Columbia) über Panama und Halifax (Nova Scotia) nach Belfast. Das Schiff gehörte zum Konvoi HX-72 mit 47 Schiffen. Es gab zwei Tote und 54 Überlebende.

### Fünfte Feindfahrt
Das Boot lief am 13. Oktober 1940 um 14.00 Uhr von Lorient aus und lief am 22. Oktober 1940 um 10.52 Uhr wieder dort ein. Auf dieser neun Tage dauernden Unternehmung in den Nordatlantik und dem Nordkanal, wurden sechs Schiffe mit 27.396 BRT versenkt und ein weiteres Schiff mit 3.106 BRT beschädigt.
- 18. Oktober 1940: Versenkung des britischen Dampfers Empire Miniver mit 6.055 BRT. Der Dampfer wurde durch einen Torpedo versenkt. Er hatte 4.500 t Roheisen sowie 6.200 t Stahl geladen und war auf dem Weg von Baltimore, über Sydney (Nova Scotia), nach Newport. Das Schiff gehörte zum Konvoi SC-7 mit 35 Schiffen. Es gab drei Tote und 35 Überlebende.
- 18. Oktober 1940: Versenkung des britischen Dampfers Fiscus (Lage) mit 4.815 BRT. Der Dampfer wurde durch einen Torpedo versenkt. Er hatte Stahl sowie Bauholz geladen und befand sich auf dem Weg von Three Rivers über Sydney (Nova Scotia) nach Clyde. Das Schiff gehörte zum Konvoi SC-7 mit 35 Schiffen. Es war ein Totalverlust mit 39 Toten.
- 18. Oktober 1940: Versenkung des schwedischen Dampfers  Niritos (Lage) mit 3.854 BRT. Der Dampfer wurde durch einen Torpedo versenkt. Er hatte 5.426 t Schwefel geladen und befand sich auf dem Weg Port Sulphur nach Garston. Das Schiff gehörte zum Konvoi SC-7 mit 35 Schiffen. Es gab einen Toten und 27 Überlebende.
- 19. Oktober 1940: Versenkung des britischen Dampfers Empire Brigade (Lage) mit 5.154 BRT. Der Dampfer wurde durch einen Torpedo versenkt. Er hatte 750 t Kupfer, 129 t Baustahl, 980 t Stahl sowie Stückgut geladen und befand sich auf dem Weg von Montreal über Sydney (Nova Scotia) nach Tyne und Leith. Das Schiff gehörte zum Konvoi SC-7 mit 35 Schiffen. Es gab sechs Tote und 35 Überlebende.
- 19. Oktober 1940: Versenkung des griechischen Dampfers Thalia (Lage) mit 5.875 BRT. Der Dampfer wurde durch einen Torpedo versenkt. Er hatte Stahl, Blei sowie Zinn geladen und befand sich auf dem Weg von Montreal nach Garston. Das Schiff gehörte zum Konvoi SC-7 mit 35 Schiffen. Es gab 22 Tote und vier Überlebende.
- 19. Oktober 1940: Versenkung des norwegischen Dampfers Snefjeld (Lage) mit 1.643 BRT. Der Dampfer wurde durch einen Torpedo versenkt. Er hatte Holz geladen und befand sich auf dem Weg von Caraquet (Akadische Halbinsel) nach London. Das Schiff gehörte zum Konvoi SC-7 mit 35 Schiffen. Es gab keine Verluste, 21 Überlebende.
- 19. Oktober 1940: Beschädigung des britischen Dampfers Clintonia mit 3.106 BRT. Der Dampfer wurde durch einen Torpedo beschädigt. Er hatte 3.850 t Holzfaserplatten geladen und befand sich auf dem Weg von St. Francis (Nova Scotia) nach Manchester. Er gehörte zum Konvoi SC-7 mit 35 Schiffen. Das Schiff wurde noch am gleichen Tag von U 123 versenkt.

### Sechste Feindfahrt
Das Boot lief am 30. Oktober 1940 um 17.00 Uhr von Lorient aus und lief am 8. November 1940 um 12.30 Uhr wieder dort ein. Auf dieser neun Tage dauernden und zirka 1.900 sm über und 102 sm unter Wasser langen Unternehmung in den Nordatlantik, Nordkanal und westlich von Irland, wurden vier Schiffe mit 42.407 BRT versenkt.
- 3. November 1940: Versenkung des britischen Dampfers Casanare mit 5.376 BRT. Der Dampfer wurde durch einen Torpedo versenkt. Er hatte 1.500 t Bananen geladen und befand sich auf dem Weg von Victoria über Halifax (Nova Scotia) nach Garston. Das Schiff gehörte zum Konvoi HX-83 mit 37 Schiffen. Es gab neun Tote und 54 Überlebende.
- 4. November 1940: Versenkung des britischen Hilfskreuzers Laurentic (Lage) mit 18.724 BRT. Das Schiff wurde durch mehrere Torpedos versenkt. Es wurden 368 Mann gerettet, 49 starben.
- 4. November 1940: Versenkung des britischen Hilfskreuzers Patroclus (Lage) mit 11.314 BRT. Das Schiff wurde durch mehrere Torpedos und Artillerie versenkt. Es gehörte zur Eskorte des Konvois HX-83 mit 37 Schiffen. Es gab 76 Tote und 263 Überlebende.
- 5. November 1940: Versenkung des britischen Tankers Scottish Maiden (Lage) mit 6.993 BRT. Der Tanker wurde mit einem Torpedo versenkt. Es hatte 3.000 t Diesel sowie 6.500 t Treibstoff geladen und war auf dem Weg von Curacao über Halifax (Nova Scotia) nach Avonmouth. Das Schiff gehörte zum Konvoi HX-83 mit 37 Schiffen. Es gab 16 Tote und 28 Überlebende.

### Siebente Feindfahrt
Das Boot lief am 27. November 1940 um 16.00 Uhr von Lorient aus und lief am 12. Dezember 1940 um 11.42 Uhr wieder dort ein. Auf dieser 15 Tage dauernden und zirka 2.700 sm über und 64 sm unter Wasser langen Unternehmung in den Nordatlantik und westlich von Irland, wurden vier Schiffe mit 34.291 BRT versenkt.
- 2. Dezember 1940: Versenkung des britischen Hilfskreuzers HMS Forfar (F30) (Lage) mit 16.402 BRT. Das Schiff wurde durch fünf Torpedos versenkt. Das Schiff eskortierte den Geleitzug HX 90 mit 41 Schiffen. 172 Besatzungsmitglieder starben, 21 überlebten den Angriff.
- 2. Dezember 1940: Versenkung des norwegischen Dampfers Samnager (Lage) mit 4.276 BRT. Der Dampfer wurde durch einen Torpedo und 52 Schuss Artillerie versenkt. Es fuhr in Ballast und war auf dem Weg von Hartlepool nach Pepel (Sierra Leone). Alle 30 Besatzungsmitglieder starben.
- 3. Dezember 1940: Versenkung des britischen Tankers Conch (Lage) mit 8.376 BRT. Der Dampfer wurde durch einen Torpedo versenkt. Er hatte 11.214 t Treibstoff geladen und war auf dem Weg von Trinidad über die Bermudas nach Clyde. Das Schiff gehörte zum Konvoi HX-90 mit 35 Schiffen. Alle 59 Besatzungsmitglieder überlebten.
- 7. Dezember 1940: Versenkung des niederländischen Dampfers Farmsum (Lage) mit 5.237 BRT. Er wurde durch zwei Torpedos versenkt, hatte 8.200 t Kohle geladen und war auf dem Weg von Blyth nach Buenos Aires. Das Schiff war ein Nachzügler des Konvois OB-252. Bei dem Angriff starben 16 Besatzungsmitglieder.

### Achte Feindfahrt
Das Boot lief am 22. Februar 1941 von Lorient aus und wurde am 17. März 1941 versenkt. Auf dieser 24 Tage dauernden Unternehmung in den Nordatlantik sowie südlich und südöstlich von Irland, wurden sieben Schiffe mit 61.711 BRT versenkt und ein weiteres Schiff mit 9.314 BRT beschädigt.
- 7. März 1941: Versenkung des britischen Walfangmutterschiffs Terje Viken (Lage) mit 20.638 BRT. Dieses Schiff wurde durch einen Torpedo versenkt. Es war in Ballast auf dem Weg von Glasgow nach Curacao und gehörte zum Konvoi OB-293 mit 37 Schiffen. Es gab keine Verluste, 105 Überlebende.
- 7. März 1941: Versenkung des britischen Tankers Athelbeach (Lage) mit 6.568 BRT. Das Schiff wurde durch drei Torpedos versenkt. Es fuhr in Ballast und war auf dem Weg von Greenock nach New York. Das Schiff gehörte zum Konvoi OB-293 mit 37 Schiffen. Es gab sieben Tote und 37 Überlebende.
- 16. März 1941: Versenkung des norwegischen Tankers Ferm (Lage) mit 6.593 BRT. Der Tanker wurde durch einen Torpedo versenkt. Er hatte 8.935 t Treibstoff geladen und war auf dem Weg von New York nach Avonmouth. Das Schiff gehörte zum Konvoi HX-112 mit 41 Schiffen. Es gab keine Verluste, 35 Überlebende.
- 16. März 1941: Versenkung des norwegischen Tankers Beduin (Lage) mit 8.136 BRT. Der Tanker wurde durch einen Torpedo versenkt. Er hatte 11.000 t Benzin geladen und befand sich auf dem Weg von Aruba zum River Clyde. Das Schiff gehörte zum Konvoi HX-112 mit 41 Schiffen. Es gab vier Tote und 30 Überlebende.
- 16. März 1941: Beschädigung des norwegischen Tankers Franche Comte mit 9.314 BRT. Er wurde durch einen Torpedo beschädigt, hatte 4.000 t Treibstoff geladen und war auf dem Weg von Trinidad zum Clyde. Das Schiff gehörte zum Konvoi HX-112 mit 41 Schiffen. Es lief am 21. März 1940 in Rothesay Bay ein.
- 16. März 1941: Versenkung des britischen Frachters Venetia (Lage) mit 5.728 BRT. Der Frachter wurde durch einen Torpedo versenkt. Es hatte 7.053 t Mais geladen und war auf dem Weg von Baltimore über Halifax (Nova Scotia) nach London. Das Schiff gehörte zum Konvoi HX-112 mit 41 Schiffen. Es gab keine Verluste, 40 Überlebende.
- 16. März 1941: Versenkung des kanadischen Dampfers J.B. White (Lage) mit 7.375 BRT. Der Dampfer wurde durch einen Torpedo versenkt. Er hatte 2.500 t Stahl sowie 4.500 t Zeitungspapier geladen und war auf dem Weg von Mobile, über Halifax (Nova Scotia), nach Manchester und Ellesmere Port. Das Schiff gehörte zum HX-112 mit 41 Schiffen. Es gab zwei Tote und 38 Überlebende.
- 17. März 1941: Versenkung des schwedischen Motorschiffes Korshamn (Lage) mit 6.673 BRT. Das Schiff wurde durch einen Torpedo versenkt. Es hatte 7.979 t Stückgut geladen und war auf dem Weg von New York nach Liverpool. Das Schiff gehörte zum Konvoi HX-112 mit 41 Schiffen. Es gab 26 Tote und elf Überlebende.

## Verbleib
In der Nacht vom 16. auf den 17. März 1941 wurde U 99 im Nordatlantik südöstlich von Island, nach einem erfolgreichen Angriff auf den Konvoi HX-112, von den britischen Zerstörern Walker und Vanoc mit ASDIC geortet und anschließend mit Wasserbomben angegriffen. Das Boot wurde dabei schwer beschädigt, sank bis auf über 210 m ab und kam nach Anblasen aller Tauchzellen an die Oberfläche, da Kretschmer, der keine Torpedos mehr zur Verfügung hatte, entschied, die Flucht an der Wasseroberfläche zu versuchen. Hier stellte sich heraus, dass weder Diesel- noch Elektromotoren mehr funktionierten. Kretschmer ließ eine unverschlüsselte Meldung ("Bomben, Boot versenkt, Heil Hitler! Kretschmer") senden und befahl der Besatzung auszusteigen. Bei dem Versuch U 99 durch Entlüften einer Tauchzelle zu versenken, kam der Leitende Ingenieur Oberleutnant (Ing.) Gottfried Schröder ums Leben. Es gelang ihm nicht mehr, das Innere des plötzlich wegsackenden Bootes schnell genug zu verlassen. Die Position war 61° 10′ N, 11° 48′ W im Marine-Planquadrat AE 8982. Es gab drei Tote und 40 Überlebende.
Die Überlebenden – unter ihnen Kommandant Korvettenkapitän Otto Kretschmer – wurden vom britischen Zerstörer HMS Walker aufgenommen und als Kriegsgefangene zunächst nach England gebracht. Im Frühjahr 1942 brachte man sie nach Kanada.